# 라텍스

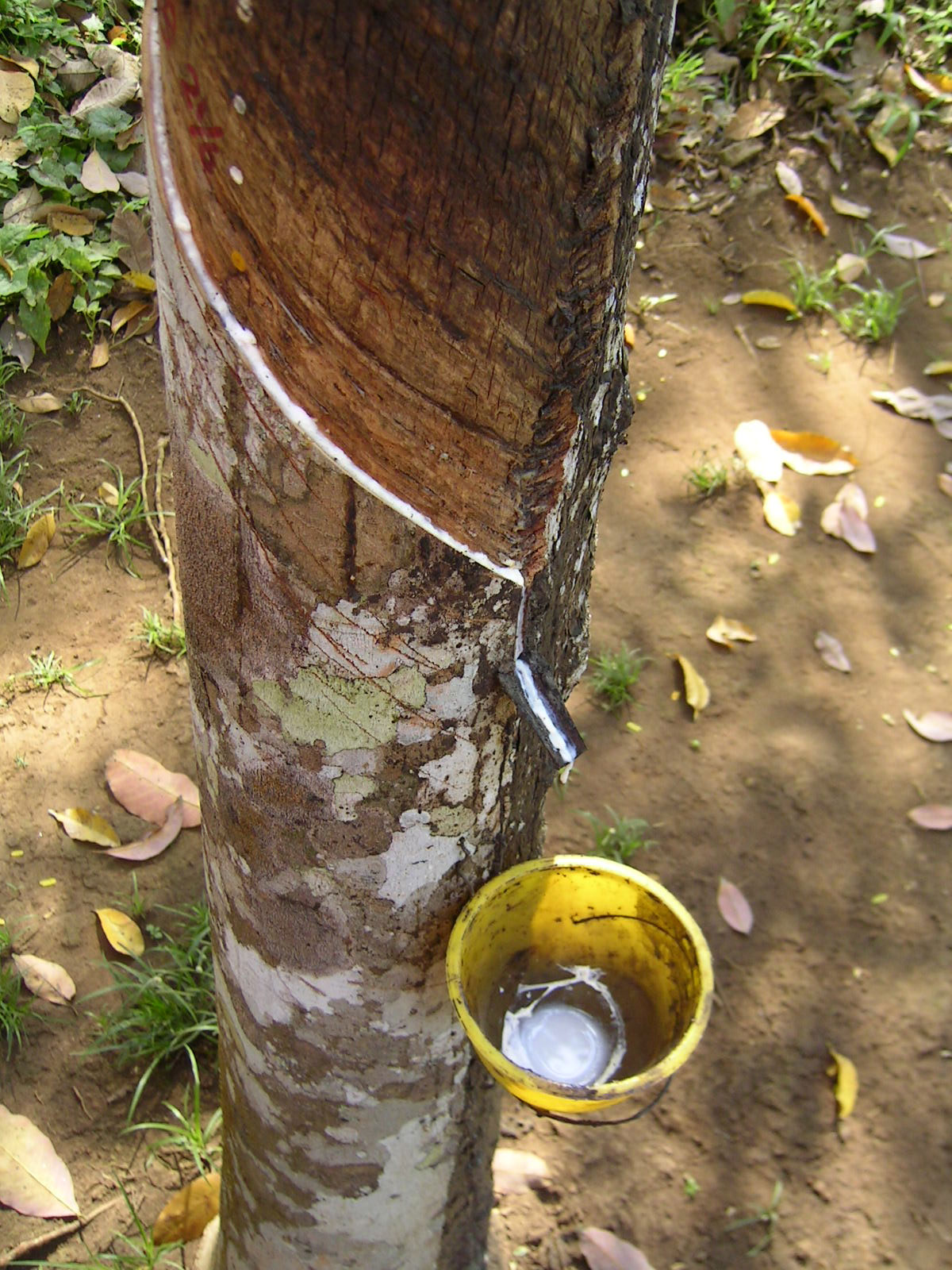
고무를 생산하기 위하여 나무로부터 라텍스를 채취하고 있다.

라텍스(latex) 또는 유액(乳液)은 중합체 미립자의 안정적인 에멀전이다. 탄성고무라고도 한다. 라텍스는 천연 라텍스 고무를 가리키기도 하며, 또 합성 고무 라텍스를 가리키기도 한다. 고무나무의 껍질에 흠을 낸 뒤 채취하며, 젖빛의 액체이다. 라텍스는 모든 속씨식물의 10%에서 자연적으로 젖빛의 액체를 볼 수 있다. 17세기 이후로 라텍스는 식물 내 액체 물질을 가리키는 용어로 쓰이고 있다.

## 이용
라텍스는 수많은 종류가 있으며 여러 물질을 만드는 데 가공될 수 있다. 천연 고무는 라텍스에서 추출하는 가장 중요한 제품이다. 발라타 및 구타페르카 라텍스에는 고무와 관련한 탄력 없는 중합체를 포함한다. 치클 등에서 나온 라텍스는 껌을 만드는 데에 쓰인다.

## 알레르기
라텍스의 단백질 성분중 일부 사람들에게 알레르기를 일으키는 성분이 존재한다. 파라고무나무 등의 파라고무나무족 고무 대신 단백질 성분이 적은 과율고무나무(Guayule, Parthenium argentatum) 계통 라텍스를 쓰거나, 바이텍스(Vytex) 등의 항원 단백질을 분해 처리하여 줄인 라텍스, 합성고무 라텍스를 이용할 수 있다. 그리고 천연고무와 주성분이 동일한 합성 폴리아이소프렌 제품도 존재하긴 한다.

## 같이 보기
- 라텍스 의상
- 고무
- 라텍스 매트리스
- 라텍스 베개